# Jürgen Salzwedel
Jürgen Salzwedel (* 26. Januar 1929 in Frankfurt an der Oder; † 7. Mai 2020 in Travemünde) war ein deutscher Rechtswissenschaftler, der insbesondere zum Verwaltungsrecht und zum Umweltrecht publizierte.

## Leben
Salzwedel studierte Rechtswissenschaft an der Humboldt-Universität zu Berlin und in Köln (1952 erste juristische Staatsprüfung). Nach der zweiten juristischen Staatsprüfung in Düsseldorf 1957, der Promotion zum Dr. jur. am 28. Februar 1957 an der Universität Köln und der Habilitation 1961 ebenda wurde er 1961 außerordentlicher Professor in Bonn und dort 1963 Professor für Öffentliches Recht und 1965 Direktor des Instituts für das Recht der Wasserwirtschaft. 1964 war er in den Vereinigten Staaten von Amerika Gastprofessor an der University of New Orleans (Tulane). 1994 erfolgte die Emeritierung.
Salzwedel war ab 1978 Mitglied des Rates von Sachverständigen für Umweltfragen bei der Bundesregierung und gehörte zu den frühen Gestaltern eines deutschen Umweltrechts. Er arbeitete mit am von Hans-Uwe Erichsen und Martens herausgegebenen Lehrbuch Allgemeines Verwaltungsrecht und am von Ingo von Münch herausgegebenen Werk Besonderes Verwaltungsrecht. Von 1981 bis 1985 war er Vorsitzender des Rats.  
Von 1979 bis 1995 war er Vizepräsident des Deutschen Akademischen Austauschdienstes (DAAD). 
Außerdem war er von 1966 bis 1993 Präsident des Bonner Ruder-Verein 1882 e. V.
Jürgen Salzwedel war evangelisch und verheiratet.

## Schriften (Auswahl)
- Studien zur Erhebung von Abwassergebühren. Rechtsvergleichende Übersicht, Untersuchungen über das zweckmäßigste System der Erhebung von Abwassergebühren in der Bundesrepublik Deutschland. Entwurf eines Gesetzestextes. Gutachten. Berlin 1972, ISBN 3-503-00854-3.
- mit Werner Preusker: The Law and Practice Relating to Pollution Control in the Federal Republic of Germany. London 1982, ISBN 0-86010-308-0.
- als Hrsg.: Grundzüge des Umweltrechts (= Beiträge zur Umweltgestaltung. Reihe A. Band 80). Erich Schmidt Verlag, 1982, ISBN 978-3503021420.
- mit Werner Preusker: Umweltschutzrecht und -verwaltung in der Bundesrepublik Deutschland. Brüssel 1983, ISBN 3-88784-029-1.
- mit Rolf Knütel: In memoriam Ernst Friesenhahn. Reden gehalten am 8. Juni 1985 bei der Gedenkfeier der Rheinischen Friedrich-Wilhelms-Universität Bonn. Bonn 1985, ISBN 3-416-09154-X.
- mit Wolfgang Haber: Umweltprobleme der Landwirtschaft. Sachbuch Ökologie. Stuttgart 1992, ISBN 3-8246-0334-9.